# 444 pr. n. št.

## Dogodki
- ustanovitev panhelenske kolonije Turiji.

## Rojstva
- Agezilaj II., špartanski kralj († 360 pr. n. št.)